# 特勞特 (路易斯安那州)
特勞特（英語：Trout）是位於美國路易斯安那州拉薩爾堂區的一個普查規定居民點。

## 人口
根據2020年美國人口普查的數據，特勞特的面積為0.23平方千米，當中陸地面積為0.23平方千米，而水域面積為0.00平方千米。當地共有人口104人，而人口密度為每平方千米452.17人。